# Rotrücken-Waldsalamander
Der Rotrücken-Waldsalamander (Plethodon cinereus), zuweilen auch als Nördlicher Rotrücken-Waldsalamander bezeichnet, ist ein in Nordamerika vorkommender Schwanzlurch aus der Familie der Lungenlosen Salamander (Plethodontidae). Im englischen Sprachgebrauch wird er zuweilen als eastern red-backed salamander oder northern red-backed salamander (Östlicher bzw. Nördlicher Rotrückensalamander) bezeichnet, um ihn von seiner im Süden vorkommenden Schwesterart zu unterscheiden. Der Artname leitet sich von dem lateinischen Wort cinereus mit der Bedeutung „aschgrau“ ab und dürfte sich auf eine Farbvariante des Salamanders beziehen.

## Merkmale
Der Rotrücken-Waldsalamander ist die am häufigsten vorkommende Salamanderart in vielen Wäldern im Nordosten Nordamerikas. Er ist bekannt für seinen Farbpolymorphismus, der mehrere Farbphänotypen umfasst. Meist ist die Grundfarbe dunkel graubraun. Es kommen außer der häufigen, namensgebenden Farbvariation mit dem breit längsgestreiften roten Rücken auch dünn rötlich oder braun gestreifte oder überhaupt nicht gestreifte sowie asch- oder bleigraue Individuen vor. Außerdem treten nahezu gänzlich rote (erythristische), albinotische, leukistische, partiell leukistische sowie melanotische oder partiell melanotische Morphen sowie leicht silbrig oder goldmetallisch irisierende Tiere und außerdem Exemplare mit unterschiedlichen Augenfarben auf. Die Individuen durchlaufen während ihres Lebens unterschiedliche Phasen, d. h. eine Phase mit einem grauen oder schwarzen Körper und mit einem roten oder orangefarbenen Streifen auf dem Rücken, der sich vom Nacken bis zum Schwanz erstreckt, die als Redback-phase (Rotrücken-Phase) bezeichnet wird. In der Leadback-phase (Bleifarbige Rücken-Phase) fehlt der rote Streifen, stattdessen ist der Rücken bleigrau oder schwarzbraun gefärbt. Die Körperunterseite ist in allen Farbvariationen weißlich oder hellgrau gefärbt und mit vielen schwärzlichen Sprenkeln versehen. Die Intensität der Sprenkelung kann bei den verschiedenen Formen jedoch erheblich variieren. Farblich unterscheiden sich die Geschlechter nicht. Die Körperoberfläche zeigt 17 bis 20 streifige Riefen, wodurch sich der Rotrücken-Waldsalamander von anderen Salamanderarten unterscheiden lässt.
Ausgewachsene Rotrücken-Waldsalamander haben eine gestreckte, schlanke Gestalt und erreichen bei den Männchen eine Gesamtlänge von 58 bis 91 und bei den Weibchen von 64 bis 90 Millimetern. Bei dem größten bisher gefundenen Individuum wurde eine Gesamtlänge von 122 Millimetern gemessen. Der Schwanz kann bei Angriffen durch Fressfeinde abgeworfen werden, wächst jedoch wieder nach. Der Querschnitt des Schwanzes ist über seine gesamte Länge nahezu kreisförmig. Regenerierende Schwänze sind jedoch seitlich abgeflacht und meist gleichmäßig dunkelgrau. Die Beine sind klein und kurze und haben eine hellgraue Farbe. An den Vorderfüßen befinden sich vier Finger, an den Hinterfüßen fünf Zehen.

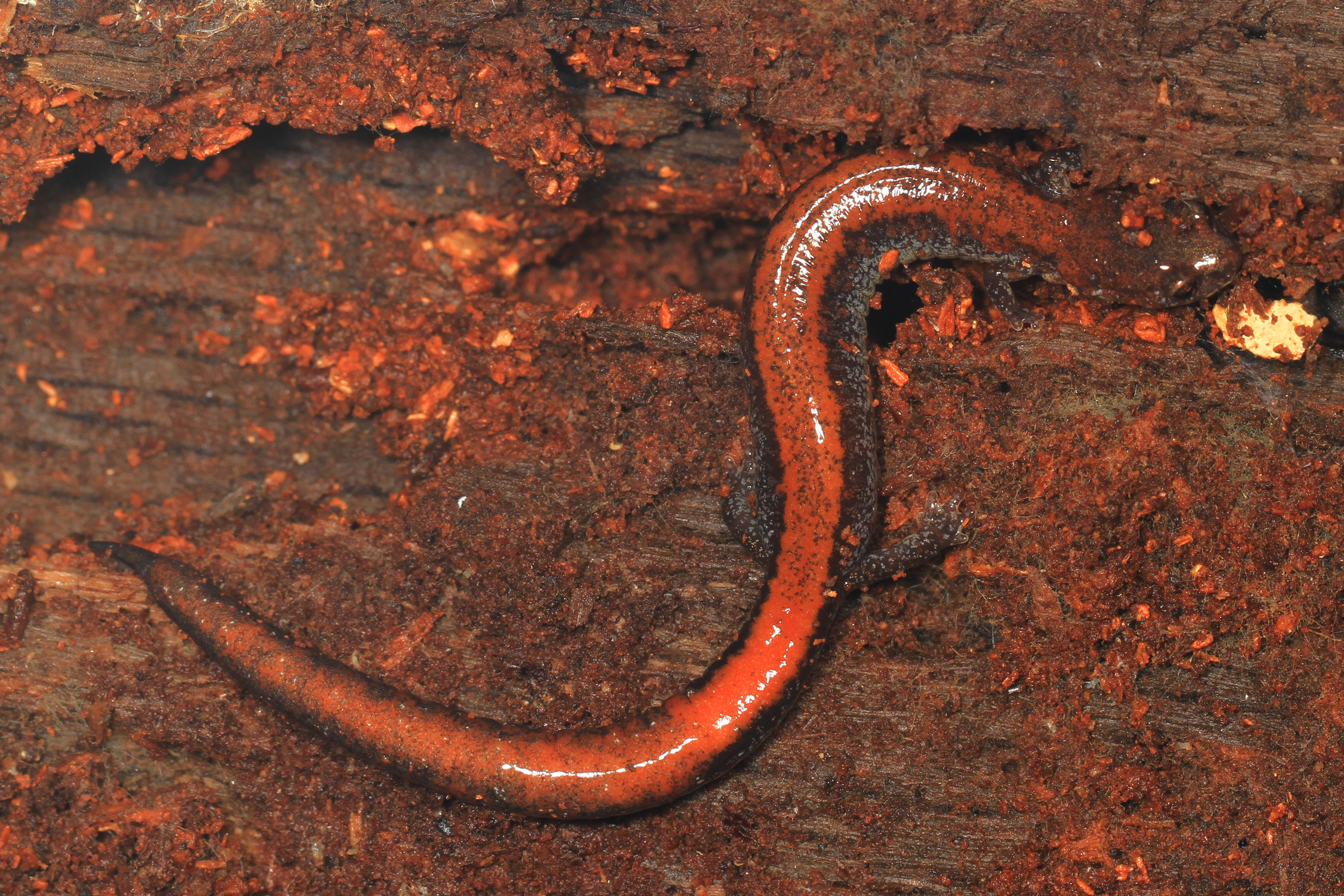
Redback-Phase
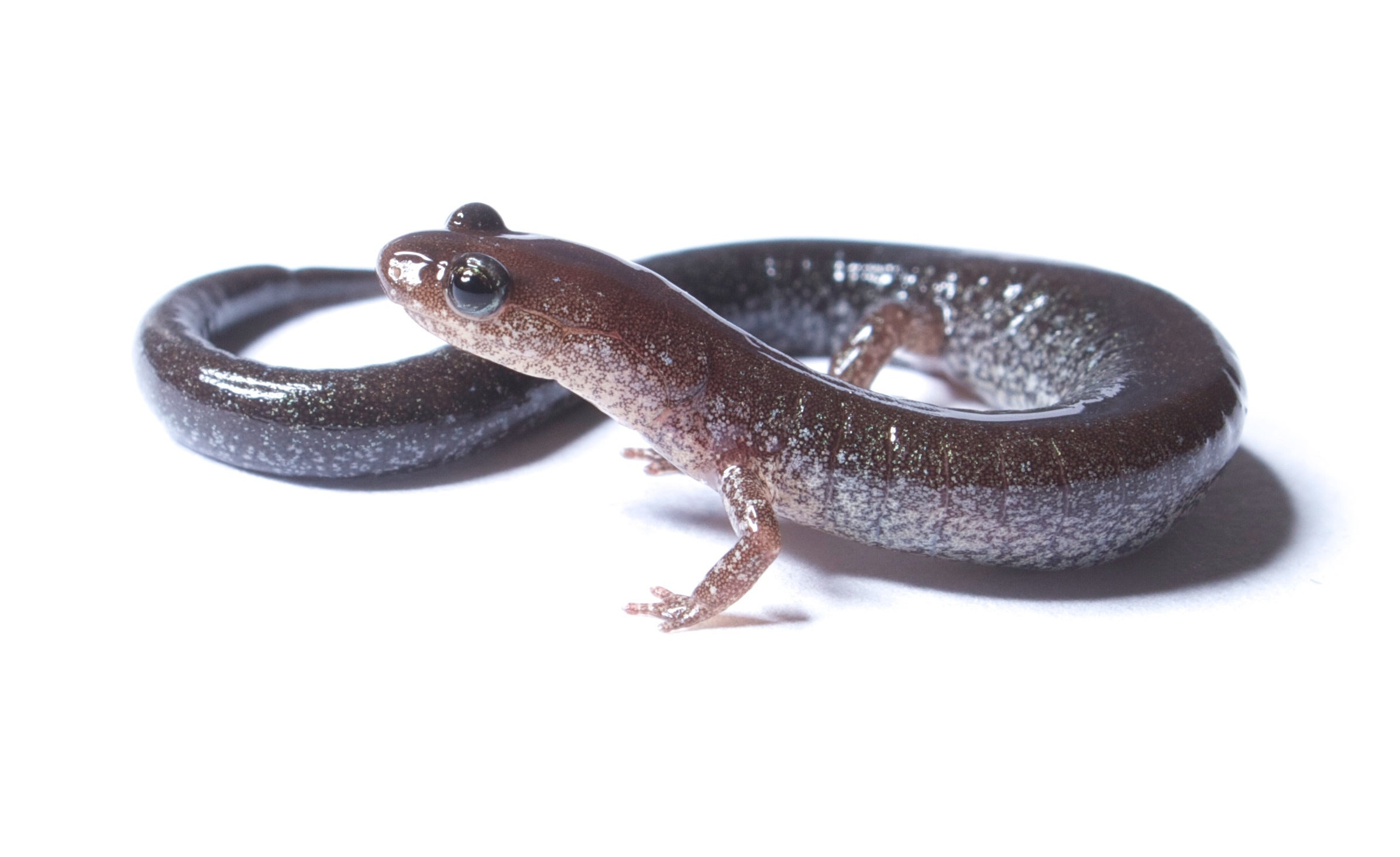
Leadback-Phase
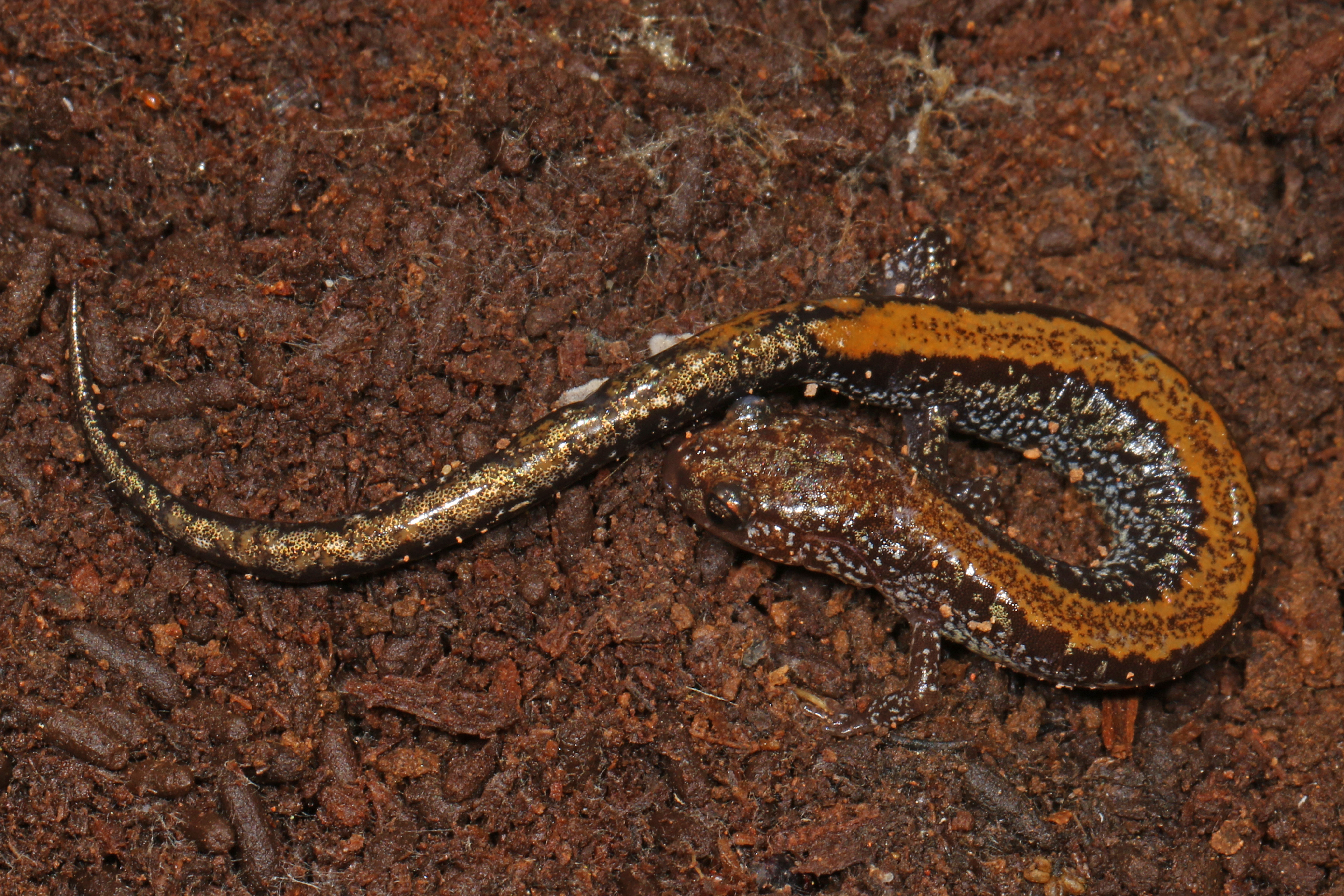
Form mit braunem Rücken
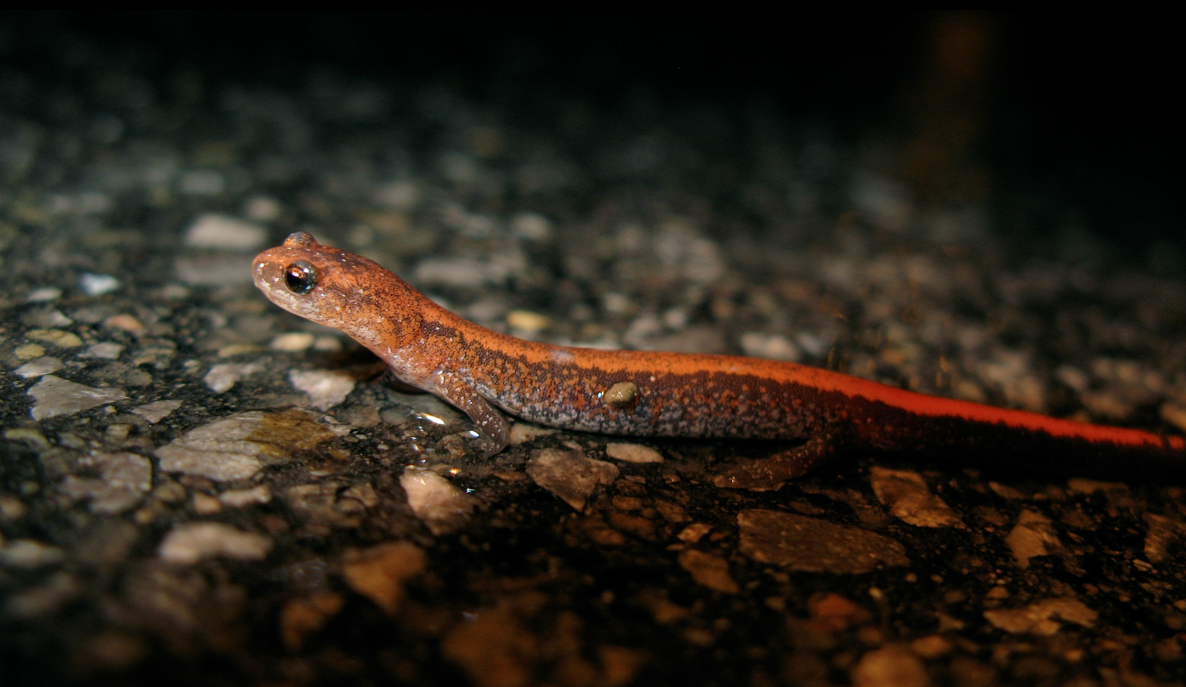
Seitenansicht

## Ähnliche Arten
Der Südliche Rotrücken-Waldsalamander (Plethodon serratus) galt lange Zeit als Unterart des Rotrücken-Waldsalamanders. Die Art kommt südlich einer Linie Kansas City – St. Louis – Nashville – Charlotte vor. Nördlich davon lebt der Rotrücken-Waldsalamander.

## Verbreitung und Lebensraum

Verbreitungsgebiet

Das Verbreitungsgebiet des Rotrücken-Waldsalamanders reicht von den kanadischen Seeprovinzen sowie dem Südosten von Québec und Ontario entlang der östlichen Staaten der USA bis nach North Carolina. Er ist auch in den Regionen um die Großen Seen heimisch. Die Salamander besiedeln schattige, feuchte Laubwälder. Sie halten sich in erster Linie in Laubstreu am Boden sowie unter Felsen, Baumstämmen oder in kleinen Höhlen auf. Sie sind auf eine feuchte Umgebung angewiesen, da ihnen Lungen fehlen und sie durch die feuchte Haut atmen.
Als wichtiger Lebensraumfaktor für die Tiere galt lange Zeit der pH-Wert des Bodens, da bei vielen Amphibienarten die Lebensqualität und Entwicklung durch einen hohen Säuregehalt negativ beeinflusst wird. Als Grenzwert wurde ein pH-Wert von 3,7 bis 3,8 ermittelt. Die Wälder Nordamerikas wurden jedoch jahrzehntelang mit sauren Ablagerungen belastet, die zu einer Versauerung des Bodens führten. Einige Amphibien weisen jedoch eine gewisse Säuretoleranz auf, was auf die Möglichkeit einer lokalen Anpassung auf Gebiete mit erhöhten Säurewerten hinweist. So haben im Jahre 2016 durchgeführte Studien ergeben, dass Rotrücken-Waldsalamander-Populationen auch unter Bedingungen mit niedrigerem pH-Wert durchaus uneingeschränkt überleben können.

## Lebensweise

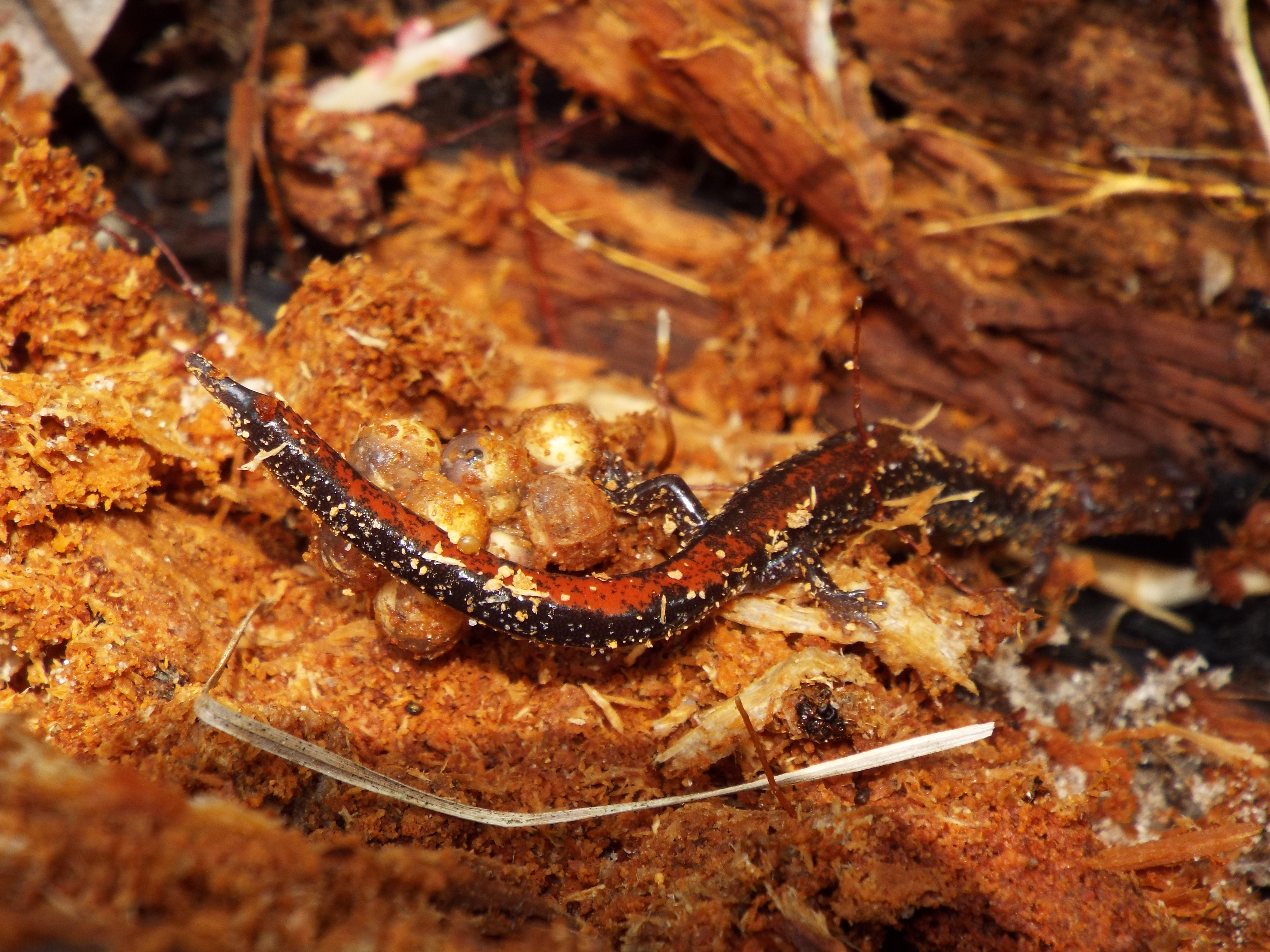
Weibchen, das ihre Eier bewacht

Rotrücken-Waldsalamander verstecken sich gern unter Baumstämmen, Steinen oder in Erdhöhlen. Meist leben sie einzeln. Sie besetzen eigene Reviere, die sie gegen Artgenossen verteidigen. Während der Paarungszeit, die von Oktober bis Dezember stattfindet, bleiben die Geschlechter jedoch zusammen. Im zeitigen Frühjahr können auch Gruppen von mehreren Tieren nach einer Winterruhe gemeinsam unter Felsen und Baumstämmen gefunden werden. Die Eier werden im Juni und Juli gelegt. Ein Gelege besteht aus drei bis 14 Eiern, die vorrangig an einer feuchten Stelle unter einem verrottenden Baumstamm platziert werden. Im Gegensatz zu vielen Amphibienarten durchleben sie kein aquatisches Larvenstadium. Das Weibchen bewacht die Eier, bis sie nach ca. sechs bis neun Wochen schlüpfen. Brütende Weibchen suchen während dieser Zeit nicht aktiv nach Futter und nehmen nur wenig zufällig vorbeikommende Nahrung auf. Dies führt dazu, dass sie normalerweise zwei Jahre benötigen, um genug neue Energie aufzubauen, damit sie erneut trächtig werden können. Jungtiere erreichen nach zwei Jahren die Geschlechtsreife.

## Nahrung und Feinde

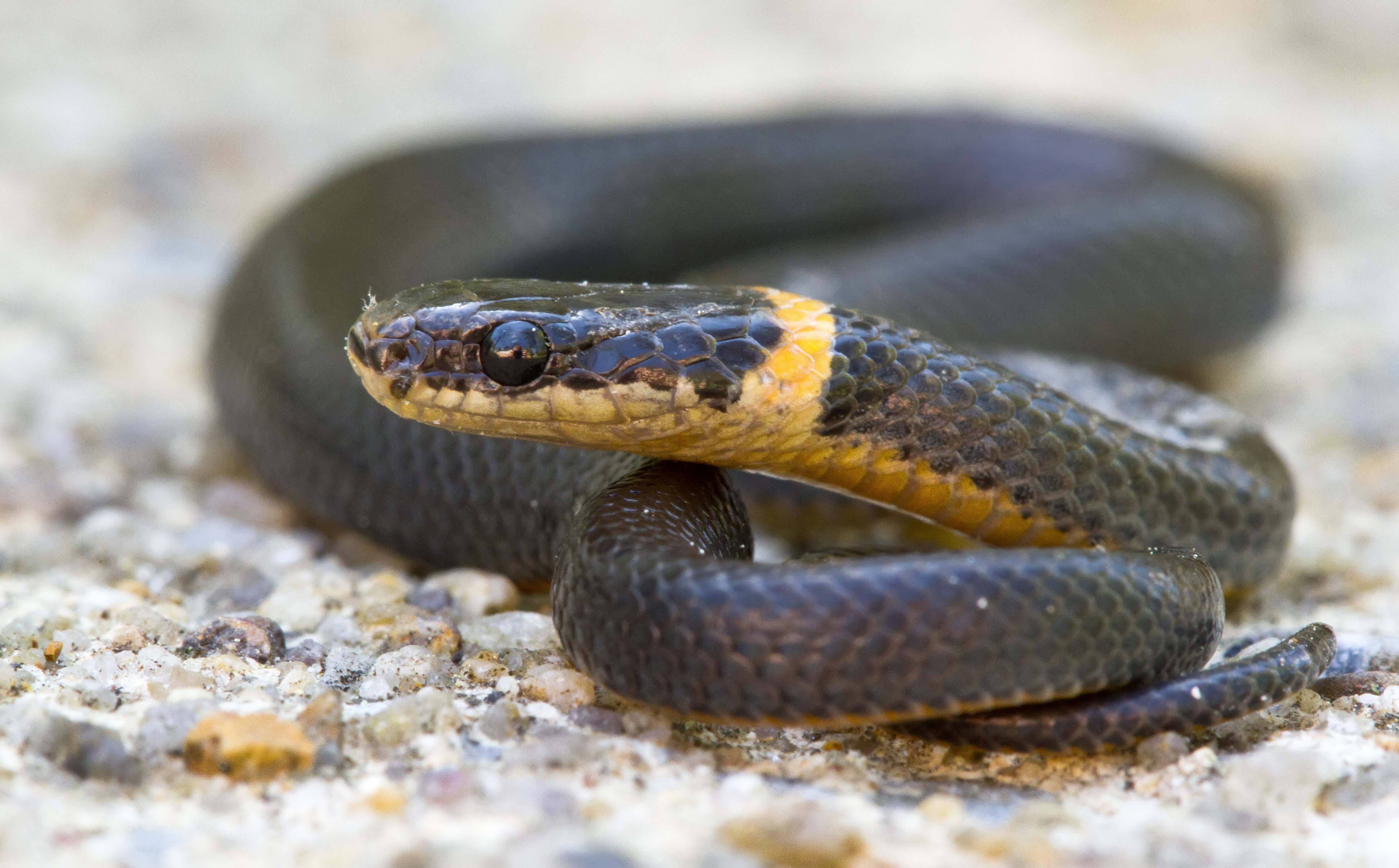
Halsbandnatter, ein Fressfeind

Die Rotrücken-Waldsalamander ernähren sich von einer Vielzahl von Wirbellosen (Evertebrata). Dazu gehören Spinnen, Insekten und deren Larven, Tausendfüßer, Schnecken, Ameisen und Regenwürmer. Geeignete Beute wird gefangen, indem sie ihre Zunge in einer schnellen Vorwärtsbewegung herausstrecken. Während und kurz nach Regenperioden ist die günstigste Zeit zur Nahrungssuche. Zuweilen klettern sie nachts auf Pflanzen, um Beute zu finden. Kannibalismus ist sehr selten, kommt jedoch vor.
Rotrücken-Waldsalamander sind eine wichtige Nahrungsquelle für eine Vielzahl von Schlangen, Vögeln und kleinen Säugetieren sowie für den Nordamerikanischen Ochsenfrosch (Rana catesbeiana). Einige Schlangenarten, wie die Halsbandnatter (Diadophis punctatus), ernähren sich in bestimmten Regionen bevorzugt vom Rotrücken-Waldsalamander. Dieser hat die Fähigkeit, seinen Schwanz ganz oder teilweise abzuwerfen, wenn er von einem Fressfeind angegriffen wird. Der Schwanz wächst anschließend wieder nach. Rotrücken-Waldsalamander sind zwar nicht giftig, können jedoch zur Verteidigung ein für Feinde unangenehmes Drüsensekret absondern.
Für die Ökologie spielen Rotrücken-Waldsalamander insofern eine wichtige Rolle, als sie einerseits eine willkommene Nahrungsquelle für viele andere Tiere darstellen, andererseits auch selbst erhebliche Mengen an Ungeziefer und Schädlingen vertilgen.

## Gefährdung
Die Art ist in ihren Vorkommensgebieten nicht selten, teilweise sogar sehr zahlreich und wird demzufolge von der Weltnaturschutzorganisation IUCN als „Least Concern = nicht gefährdet“ klassifiziert.